# Joseph Anton Gall

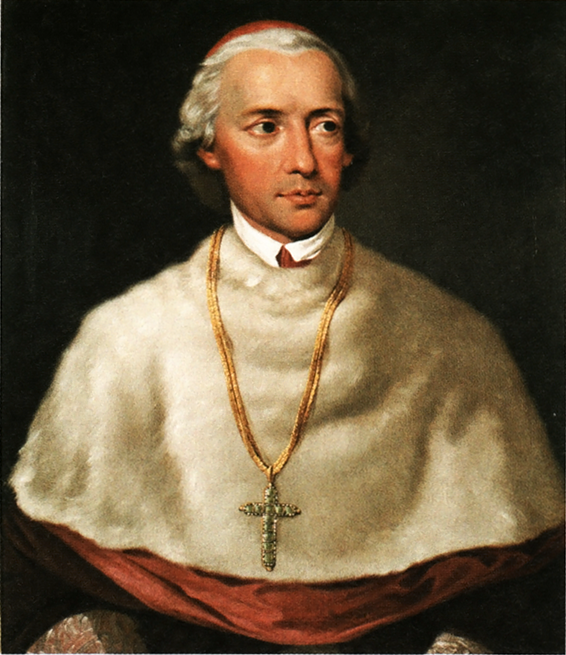
Joseph Anton Gall

Joseph Anton Gall (* 27. März 1748 in Weil der Stadt; † 18. Juni 1807 in Linz) war katholischer Geistlicher, Pädagoge und Bischof von Linz.

## Leben
Joseph Anton Gall wurde 1748 als fünftes von elf Kindern des Tuchhändlers und Tabakfabrikanten Anton Gall in Weil der Stadt geboren. Sein Vater bekleidete 1756–1791 das Amt des Bürgermeisters in der damaligen freien Reichsstadt. Nach dem Studium der Theologie und Philosophie in Heidelberg trat er in das Priesterseminar in Bruchsal (Residenz der Fürstbischöfe von Speyer) ein, wo er 1772 zum Priester für die Diözese Speyer geweiht wurde.
Bereits 1773 ging er nach Wien, wo er – nach einer Ausbildung bei dem Reformator des österreichischen Bildungswesens, Abt Johann Ignaz von Felbiger – als Katechet an der Normalschule wirkte. Nach seiner Ernennung zum Hofkaplan 1778 wurde Gall 1779 Pfarrer in Burgschleinitz und Oberdirektor über die Schulen in Niederösterreich. In dieser Eigenschaft führte er die sokratische Methode im Unterricht ein, eine Fragemethode zur Förderung von Verstandesleistungen (anstelle einer einseitigen Betonung von Gedächtnisleistungen). Am 22. April 1787 wurde er als Domscholaster des Wiener Dom- und Metropolitankapitels investiert.
1788 ernannte ihn Kaiser Joseph II. als Nachfolger Ernest Johann Nepomuks von Herberstein zum zweiten Diözesanbischof der 1784 gegründeten Diözese Linz, was Papst Pius VI. am 15. Dezember 1788 bestätigte. Konsekration und Inthronisation erfolgten Anfang 1789.
Bischof Gall gewann durch seine bescheidene und selbstlose Lebensführung rasch die Sympathien der Bevölkerung seiner Diözese. Er unterstützte die als Josephinismus bekannt gewordene Staats- und Religionspolitik Josephs II. Als behutsamer Aufklärer wandte er sich gegen abergläubische Praktiken und gründete 1802 die Theologisch-praktische Monatsschrift, in der er auch selbst publizierte.
1799 ließ er den in Augsburg umstrittenen Priester Martin Boos in seine Diözese kommen (und übertrug ihm 1806 die Pfarre Gallneukirchen). Gall gründete 1806 das Linzer Priesterseminar und stattete es teilweise aus eigenen Mitteln aus und bedachte es großzügig in seinem Testament. Er verstarb am 18. Juni 1807 in Linz und wurde dort im Alten Dom beigesetzt. Nach der Fertigstellung des Neuen Doms wurden seine sterblichen Überreste (ebenso wie die der übrigen im Alten Dom bestatteten Bischöfe von Linz) 1924 in die neue Kathedrale verlegt.

## Schriften
- Vorstellungen der liebreichen Anstalten und Ordnung Gottes, die Menschen gut und glückselig zu machen (Wien 1778)
- Einleitung zum Religionsunterricht in Gesprächen der Mutter mit dem Kinde (Wien 1779)
- Sokrates unter den Christen in der Person eines Dorfpfarrers, 3 Bände (Wien 1783/84)
- Anleitung zur Kenntnis und Verehrung Gottes, nebst der Anweisung zur Glückseligkeit nach dem Leben und der Lehre Jesu (Wien 1793)
- Liebreiche Anstalten Gottes, die Menschen gut und glückselig zu machen (Wien 1795)